# Municipio de Round Springs
El municipio de Round Springs (en inglés: Round Springs Township) es un municipio ubicado en el condado de Mitchell en el estado estadounidense de Kansas. En el año 2010 tenía una población de 24 habitantes y una densidad poblacional de 0,26 personas por km².

## Geografía
El municipio de Round Springs se encuentra ubicado en las coordenadas 39°16′7″N 98°13′2″O / 39.26861, -98.21722. Según la Oficina del Censo de los Estados Unidos, el municipio tiene una superficie total de 92.89 km², de la cual 92,87 km² corresponden a tierra firme y (0,02 %) 0,02 km² es agua.

## Demografía
Según el censo de 2010, había 24 personas residiendo en el municipio de Round Springs. La densidad de población era de 0,26 hab./km². De los 24 habitantes, el municipio de Round Springs estaba compuesto por el 100 % blancos. Del total de la población el 0 % eran hispanos o latinos de cualquier raza.